# Cyrtanthus angustifolius
Cyrtanthus angustifolius là một loài thực vật có hoa trong họ Amaryllidaceae. Loài này được (L.f.) Aiton mô tả khoa học đầu tiên năm 1789.